# HAPPY DAYS!
「HAPPY DAYS!」（ハッピー デイズ!）は、Dorothy Little Happyのメジャー1枚目のシングル。2012年1月11日にavex traxから発売された。

## 概要
シングルとしては『冬の桜 〜winter flower〜』（2010年12月1日）以来1年1ヵ月ぶりとなる作品。表題曲は2011年11月26日に渋谷公会堂で行われた「アイドル横丁祭!!」において初お披露目された。CDの帯コピーは「ドロシーからの贈り物♡ わたしたちドロシーの“happy”が、あなたの元へ届きますように…。」。
本作が発売された後、2012年1月11日付のオリコンデイリーシングルチャートで25位、同月23日付同ウィークリーシングルチャートで48位となり、これらが最高順位となっている。

## 収録曲

### Type-A
CD
1. HAPPY DAYS! [4:16]
作詞・作曲・編曲：ツキダタダシ
2. never stop again!! [3:21]
作詞：Dorothy Little Happy & 和田耕平、作曲・編曲：和田耕平
3. HAPPY DAYS! (Instrumental)
4. never stop again!! (Instrumental)

### Type-B
CD
1. HAPPY DAYS! [4:16]
2. Hey Boy! Hey Girl! [4:11]
作詞・作曲・編曲：ツキダタダシ
3. HAPPY DAYS! (Instrumental)
4. Hey Boy! Hey Girl! (Instrumental)

### Type-C
CD
1. HAPPY DAYS! [4:16]
2. 未来へ [4:30]
作詞・作曲・編曲：和田耕平
3. HAPPY DAYS! (Instrumental)
4. 未来へ (Instrumental)

初回版限定封入特典 (各Type)
- トレーディングカード (全5種のうち1種をランダム封入)